# Isla Madre Sal
Isla Madre Sal es el nombre de una isla que pertenece al país centroamericano de El Salvador, que se localiza en la Bahía de Jiquilisco, cerca del Océano Pacífico, en las coordenadas geográficas 
13°13′N 88°30′O / 13.217, -88.500 justo al sur de la isla San Dionisio,  al este de la Isla El Espíritu Santo y al noroeste de las islas Pajarito y el Bajón. Su vegetación incluye palmeras y manglares. Administrativamente hace parte del Departamento salvadoreño de Usulután.